# 어떤여행, 시민창작뮤지컬
"어떤여행, 시민창작뮤지컬"은 한국에서 제작된 김정욱 감독의 2014년 다큐멘터리, 공연실황 영화이다. 추민주 등이 주연으로 출연하였다.

## 기타
- 구성: 주현수
- 촬영보: 황동익
- 조명: 정재수
- 동시녹음: 김영진
- 마케팅책임: 김은주
- 광고디자인: 김진의
- 시민창작뮤지컬 기획/제작: (재)인천문화재단
- 인터뷰: 유재원
- 배급총괄: 이재식
- 국내배급: 김은주
- 해외배급책임: 강수진
- 배급회계: 김미선
- 마케팅진행: 박현선
- 마케팅진행: 민혜진
- 예고편: 김진의
- 배송: 무비웨이